# La sirenita (película de 1989)
La sirenita (en inglés: The Little Mermaid) es una película de animación de 1989, basada en el cuento homónimo de Hans Christian Andersen, producida por Walt Disney Pictures bajo su división Walt Disney Feature Animation, y dirigida por Ron Clements y John Musker. 
Se estrenó el 15 de noviembre de 1989 en Estados Unidos, y el 17 de noviembre en Canadá y México, y fue la única película en la historia cuya fecha de estreno mundial se extendió por casi 800 días (más de dos años) entre la Avant Premier y su estreno en Japón el 30 de enero de 1991. En España, no llegó a los cines hasta el 5 de diciembre de 1990 pero con su doblaje al español realizado en Los Ángeles, California. Fue una de las películas animadas más populares y aclamadas en la historia de la compañía; superando los 19 millones de espectadores solo en Estados Unidos durante su presentación inicial en cines.
Es la vigésima octava película en el canon de largometrajes de Walt Disney Animation Studios. Se convirtió en todo un éxito, dando inicio a una nueva época dorada a la compañía y a la que siguieron otros grandes éxitos como La bella y la bestia, Aladdín y El rey león, películas tradicionales y representativas de la primera mitad de los años 1990, la cual terminó en 1999. El largometraje animado tuvo una secuela, una precuela, una serie animada, un musical y una adaptación en imagen real.

## Argumento
Ariel es una princesa sirena de 16 años de edad cuyo padre es el rey Tritón, el rey gobernante supremo del fondo del mar y del océano, y no está del todo feliz con su vida bajo el mar, pues tiene curiosidad de conocer el mundo de los seres humanos. Junto a su mejor amigo, el pez Flounder, Ariel colecciona artefactos humanos y con frecuencia acude a la superficie del océano para encontrarse con Scuttle, una gaviota, que le habla sobre el mundo humano aunque de forma poco acertada con la realidad. La joven princesa sirena Ariel ignora las advertencias de su padre, y de su amigo, el cangrejo Sebastián, quienes le dicen que el contacto entre el reino de las sirenas y los tritones y el reino de los humanos está prohibido por la crueldad de estos a la vida marina. Lo cierto es que Ariel sueña con la idea de convertirse en una chica humana y así vivir en ese mundo feliz con el hombre de sus sueños que tanto ha ilusionado.
Una noche, Ariel, Flounder y Sebastián viajan a la superficie del mar y atestiguan la celebración del cumpleaños del príncipe Eric a bordo de un barco. Tras verle, Ariel se enamora de él. De manera repentina, cae una tormenta y el barco naufraga; la sirenita Ariel logra salvar a Eric, que se halla inconsciente, antes de que se ahogue en las profundidades. Tras llevarlo a tierra firme, la joven le interpreta una canción pero detiene la melodía al comprender que el príncipe no debe verla cuando despierte. Cuando este se recupera, se muestra fascinado por la voz que había escuchado antes, y comprende que era la de una chica joven que lo salvó e intenta dar con el paradero de quien le rescató del naufragio, pero no tiene éxito. Ariel regresa al océano aunque ahora es mayor su deseo de querer formar parte del mundo humano porque ha encontrado al hombre de sus sueños. 
El rey Tritón se percata del cambio de comportamiento de Ariel así que le pregunta a Sebastián al respecto, enterándose de que su hija está enamorada de un humano. El rey Tritón se enfurece y confronta a Ariel, su hija más joven, justo en el lugar donde ella y Flounder han estado coleccionando los objetos humanos. Dada su molestia, destruye todo a su paso con su tridente incluyendo una estatua de Eric que cayó en el naufragio. Cuando el rey Tritón se va, las morenas Flotsam y Jetsam pasan cerca de ahí y persuaden a Ariel, de visitar a Úrsula, la malvada bruja del mar y de los abismos, diciendo que ella puede ayudarla a convertirse en humana. Interesada en tal propuesta, Ariel acude con Flounder al refugio de Úrsula, la malvada bruja del mar, junto con el par de misteriosas anguilas donde existen numerosos pólipos de sirenas y tritones que fueron víctimas de sus hechizos.
Al llegar, Ariel le cuenta a Úrsula, la malvada bruja del mar, de su situación y le propone hacer un pacto para convertirla en una chica humana durante tres días, a cambio de su voz. Ariel acepta y tras un encantamiento su cola de sirena se convierte en una chica humana de dos piernas y su voz es capturada por Úrsula, la bruja del mar, que la guarda entre sus pertenencias de su colgante en forma de caracol, como pago por las piernas que le ha otorgado. Al cabo de tres días, Ariel debe recibir el beso del «verdadero amor», (en este caso, del príncipe Eric), o de lo contrario estaría condenada no solo a volver a ser sirena sino a vivir como pólipo en la cueva de Úrsula, aunque en realidad lo que ella pretende es utilizar a Ariel para que su padre ocupe su lugar y así ser la nueva gobernante de los mares. En todo momento Ariel es consciente de esta condición y acepta firmar el contrato, y una vez convertida en una chica humana, Flounder y Sebastián se encargan de llevarla a la superficie y conseguirle algo de vestimenta. 
Eric encuentra a la joven Ariel, convertida en una chica humana, en la playa y la lleva a su castillo, sin saber que ella fue quien lo había rescatado en la noche del naufragio. A continuación, la joven incapaz de poder hablar con él pasa varios momentos al lado de Eric quien la lleva a conocer el mundo humano del que la joven Ariel queda fascinada. Al final del segundo día en un ambiente romántico casi se besan pero no lo hacen por la interrupción de las anguilas sirvientes de Úrsula, quién en realidad no quiere que Ariel cumpla con el pacto. Úrsula, preocupada por la casi exitosa Ariel, decide tomar medidas seguras y tras un hechizo de su magia negra y maligna de bruja se convierte en una bella chica humana y adopta el nombre de Vanessa, además de utilizar la voz extraída y robada de Ariel, la sirenita. Su objetivo es aparecerse ante Eric para que él crea que fue ella la joven que lo rescató del naufragio y hechizarlo para que se enamore de ella y contraigan matrimonio. El príncipe Eric reconoce de inmediato el timbre de voz y Úrsula lo hipnotiza y así él se olvida de Ariel y se compromete en matrimonio con ella convertida en una chica humana. De esa manera, Úrsula le quita a Ariel la oportunidad de recibir el beso de amor de Eric y a la misma vez de poder cumplir con lo pactado en su acuerdo.
A la mañana siguiente, Ariel se entera de que Eric se casará con una chica humana llamada Vanessa y se entristece profundamente por lo ocurrido pero Scuttle descubre que Vanessa es en realidad, Úrsula, transformada en una chica humana, así que le informa de ello a la triste Ariel. Cuando comprende que la tramposa Úrsula intenta hacerla fracasar en su pacto, Ariel acude al lugar de la boda oculta en un barril ayudada por Flounder. A su vez, Sebastián le avisa al rey Tritón de lo acontecido y Scuttle interrumpe la boda con la ayuda de varios animales.
En medio del caos, Úrsula, convertida en Vanessa, pierde la voz de Ariel que mantenía guardada en un collar en su pecho y Ariel logra recuperarla. Así mismo, se rompe el hechizo que había lanzado sobre el príncipe, con lo que este reconoce de nuevo a Ariel. Aunque Eric intenta besarla en ese mismo instante, no llega a hacerlo a tiempo y Ariel vuelve a transformarse en sirena. Mientras tanto Úrsula recupera su forma de bruja del mar y secuestra a la joven llevándosela consigo a su cueva. El rey Tritón llega a la escena y confronta a Úrsula para exigirle que libere a Ariel, pero la bruja le demuestra que ella le pertenece por haber firmado el pacto hecho por ambas, y este a su vez es inquebrantable (incluso por él mismo) pero ofrece al rey Tritón cambiar su lugar por el de Ariel y convertirse así en su prisionero pólipo con tal de que Ariel quede libre. 
El rey Tritón, dispuesto a lo que sea por su hija, acepta el cambio. Al hacer esto, Ariel queda totalmente libre y el rey Tritón pierde su tridente y corona de rey del océano, los cuales son tomados inmediatamente por Úrsula, quién se declara como la nueva gobernante del mar. En ese momento aparece Eric hiriendo a Úrsula para salvar a Ariel. Enojada, Úrsula, le dispara con el tridente pero por accidente termina matando a sus anguilas.
Furiosa, Úrsula aumenta su físico en proporciones gigantescas y monstruosas, y crea una tormenta con un gran remolino con el que intenta matar a Eric y Ariel. Sin embargo, Eric encuentra un barco hundido y logra maniobrar la nave y posicionarla de tal forma que pueda estrellar el bauprés del barco contra el abdomen de la agigantada bruja. Al final, la atraviesa y Úrsula muere generando una especie de humo, con lo que el rey Tritón y todos los otros prisioneros que fueron convertidos en sus pólipos recuperan sus formas originales.
El rey Tritón, nuevamente como Rey del océano, se convence del gran amor que siente su hija menor Ariel por el príncipe Eric, así que acepta finalmente convertirla en una chica humana para que pueda vivir con él. Ariel sale del mar convertida en una chica humana para estar con Eric y ambos se casan a bordo de un barco frente a todos sus amigos del mar y su padre. 

### Diferencias con el cuento de Andersen
El filme posee varias diferencias con el cuento original de Hans Christian Andersen. Uno de los más notorios es que en la obra los personajes no tienen nombre, mientras que en la versión de Disney sí. Además, el libro explica más detalladamente ciertas escenas que la película omite o que simplemente no detalla por completo. Esto podría deberse a que el tono empleado por el libro es considerablemente más siniestro que la adaptación. Una de ellas es la escena en la que Ariel, la Sirenita, es convertida en humana y adquiere piernas. En el libro, Andersen narra que la joven sirena experimenta un dolor insoportable cuando su cola se fragmenta para dar lugar a las piernas y cada vez que camina, sintiendo como si pisara sobre una alfombra de cuchillos puntiagudos lo suficientemente afilados para hacerle sangrar los pies, como efecto secundario de la poción mágica que la bruja del mar le ha dado. En la película esto aparentemente no ocurre.
Otra diferencia es que en el cuento original de Andersen la sirenita debía hacer que el príncipe se enamorara de ella a tal grado que se olvidara por completo de sus padres. De no ser así, la joven sirena moriría desconsolada. Aunque el príncipe la ama, su verdadero amor está con la joven que él cree que lo rescató del naufragio, la cual tuvo que irse a un monasterio lejano. El príncipe entonces desea hallarla primero, y en caso de no tener éxito se casaría con la sirenita. Mientras tanto, la película muestra que el príncipe Eric no sabe quién es Ariel, transformada en una chica humana con dos piernas al encontrarla en la playa, ya que no posee la voz con la que reconocería a su salvadora.
En el cuento original, de no lograr casarse con el príncipe, la Sirenita moriría del dolor convirtiéndose en espuma de mar a la mañana siguiente de la noche de bodas del príncipe, mientras la película muestra que la Sirenita será prisionera y convertida en un pólipo por la bruja, que quiere usarla para ser la dueña del océano, y es con esa intención que decide ayudarla, a la vez que se interpone para que no pueda cumplir el pacto acordado con ella.
Otro fragmento del cuento original menciona que el príncipe viaja a otro reino y al llegar ahí se encuentra con la otra joven princesa que él piensa que lo rescató del naufragio, así que le pide que se case con él apenas se reúnen. En la película el personaje de la otra princesa fue suprimido y nos muestran que el Príncipe Eric se encuentra con Úrsula, la malvada bruja del mar, convertida en una hermosa chica humana llamada Vanessa, quien se hace pasar por su salvadora con la voz que le quitó a Ariel, e hipnotizándolo para que no pueda recordar a la Sirenita. No obstante, si bien bajo el hechizo mental de la bruja sus planes en un momento son casarse con ella, al final el príncipe descubre la verdad y se casa con Ariel, después de haber conseguido recuperar su voz ella misma al haber roto el colgante en forma de caracol de Úrsula, dentro del cual estaba encerrada, y de haber derrotado a la perversa bruja. En el cuento original, la sirenita jamás logra recuperar su voz y es persuadida por sus otras hermanas sirenas para asesinar al príncipe una vez que este la ha rechazado. Para esto le dan un cuchillo que le compraron a la bruja pagando con sus bellos cabellos, prometiéndole que tras matarlo podrá regresar al mundo acuático con su familia que tanto la extraña y recuperar su cola de sirena. No obstante, cuando la sirenita acude a matar al príncipe mientras este duerme, se siente incapaz de hacerlo dado su amor por él, así que en vez de ello lanza el cuchillo al mar y luego ella misma se arroja por la borda, dispuesta a morir y convertirse en espuma. El cuento acaba con la sirenita siendo convertida por espíritus en una especie de hada protectora de los niños. En la película todo esto es omitido y en cambio el final presenta un tono más heroico y feliz cuando Ariel y Eric logran acabar a Úrsula y el Rey Tritón accede a convertir a su propia hija en humana para que pueda casarse con su amado príncipe y vivir feliz eternamente. Tampoco aparecen las hijas del aire en la película de Disney.

## Reparto
- Jodi Benson como Ariel: una joven princesa sirena que desea conocer el mundo humano y que es hija menor del rey Tritón. Cuando obtuvo el papel, Benson se desempeñaba como actriz de teatro principalmente. Los directores la eligieron ya que era «muy importante que la misma persona que hiciera la voz del personaje también cantara». Respecto a su voz, el codirector Ron Clements consideró que su «dulzura y jovialidad» eran únicas. Ariel es la cuarta Princesa Disney oficial, y tiene 16 años durante la película.[2]
- Christopher Daniel Barnes como el Príncipe Eric: un joven príncipe humano que se enamora de la voz de Ariel tras naufragar el barco donde celebraba su cumpleaños. Sin embargo, no sabe cómo es físicamente la joven hasta que la escucha cantar de nuevo. En su momento, Jim Carrey audicionó para este rol.[3]
- Samuel E. Wright como Sebastián: un cangrejo que forma parte de la corte real del rey Tritón y encargado de llevar a cabo musicales para los que compone melodías. Sebastián no está de acuerdo en que Ariel quiera interactuar con el mundo humano, pero al final la apoya pese a las advertencias de Tritón. Si bien el personaje se creó con la mentalidad de que tuviera un acento jamaiquino, Wright le brindó un acento propio de unos amigos suyos de Trinidad y Tobago.[3]
- Jason Marin como Flounder: un pez que es amigo leal de Ariel y la acompaña en todo momento.
- Kenneth Mars como el Rey Tritón: el padre de Ariel enfurece al descubrir que Ariel no solamente desea convertirse en humana, sino que se ha enamorado de Eric. Al final, rescata a su hija para evitar que se convierta en prisionera de Úrsula. Previamente, se había considerado a Patrick Stewart para este rol, sin embargo rechazó la propuesta debido a conflictos en su agenda de trabajo.[4]
- Pat Carroll como Úrsula: Una bruja pulpo que se dedica a la hechicería con la excusa de ayudar a sirenas o tritones no sin antes pedirles un temible pago a cambio del favor, y de no cumplirlo son reducidos a pólipos y destinados a vivir como prisioneros en la casa de la bruja del mar. Se sabe que anteriormente era sirviente del Rey Tritón y disfrutaba de grandes privilegios, pero fue expulsada por este dado su comportamiento, y es por ello que intento vengarse del Rey Triton robándole el trono, la corona y el tridente. Carroll no fue la primera elección de Clements y Musker para dar voz al pulpo; de hecho el guion original tenía explícitamente contemplado en ese rol a Beatrice Arthur, de la serie de televisión The Golden Girls de Disney.[5] Una vez que Arthur rechazó la invitación para dar voz al personaje, actrices como Nancy Marchand, Nancy Wilson, Rosanne Barr, Charlotte Rae y Elaine Stritch sonaron como opciones del estudio para asumir el papel.[5] Si bien Stritch fue elegida originalmente como Úrsula, la actriz tuvo algunas diferencias con el estilo de producción musical asumido por Ashman, por lo que poco después sería reemplazada por Carroll.[5] En la opinión de Carroll, la personalidad de Úrsula era como la de una «vieja actriz de filmes de Shakespeare que se retiró al mundo oceánico».[6] Para las escenas donde Úrsula canta, Carroll se vio en la necesidad de volver más profunda su voz.[3]
- Buddy Hackett como Scuttle: una gaviota que frecuenta la superficie del océano y que le cuenta cómo es el mundo humano aunque con ciertas inexactitudes en sus relatos.
- Ben Wright como Grimsby: amigo y consejero de Eric.
- Paddi Edwards como Flotsam y Jetsam: un par de morenas que trabajan como secuaces de Úrsula.
- Edie McClurg como Carlotta: una sirvienta que trabaja en el castillo de Eric.
- Kimmy Robertson como las hermanas de Ariel: participan en las escenas iniciales de la película.

Otros actores que prestaron sus voces para algún personaje secundario son Will Ryan —voz de un caballito de mar—, Frank Welker —interpretó al perro de Eric—, y René Auberjonois —voz del cocinero Louis—.

## Producción

### Desarrollo de la trama
Originalmente, era uno de los primeros largometrajes que Walt Disney iba a dirigir, aunque no sería una producción enfocada únicamente en La sirenita, sino que sus planes giraban en torno a una serie de cortometrajes sobre los cuentos de Hans Christian Andersen. La producción comenzó poco después de Snow White and the Seven Dwarfs a finales de los años 1930, sin embargo se pospuso debido a la dificultad que representaba adaptar La reina de las nieves. Hasta entonces ya se habían realizado algunas adaptaciones, primordialmente animadas, de este relato de Andersen.
En 1985 Ron Clements, codirector de The Great Mouse Detective, descubrió una colección de cuentos de hadas de Andersen mientras estaba en una librería. Se interesó especialmente en su historia, a la cual describió como una triste debido a su desenlace original, en donde la protagonista muere y no logra que el príncipe se enamore de ella. Además, tenía interés en animar una cinta cuya ambientación se trasladara al mundo acuático. Poco después, Clements le presentó a Michael Eisner y a Jeffrey Katzenberg —director ejecutivo y presidente de Walt Disney Studios, respectivamente— un boceto de dos páginas para un filme inspirado en La sirenita, en una reunión que sostuvieron algunos ejecutivos de Disney para concebir nuevos proyectos fílmicos. Ambos rechazaron el proyecto, debido a que en ese entonces los estudios estaban desarrollando la continuación de la comedia sobre una sirena titulada Splash (1984), así que sentían que La sirenita sería una cinta muy similar. A pesar de ello, al día siguiente Katzenberg le dio luz verde a La sirenita para que comenzara oficialmente su producción, junto con Oliver y su pandilla. Calificó al boceto como «extraordinario» y elogió su redacción. 
En esta misma etapa, el equipo de producción de La sirenita encontró casualmente las hojas con la historia original e ilustraciones hechas por Kay Nielson para el filme concebido por Disney en los años 1930. Curiosamente, muchas de las modificaciones hechas por el equipo de 1930 a la historia original de Andersen eran las mismas que los escritores de Disney realizaron en los años 1980. Ese mismo año, Clements y su colega John Musker —también director de The Great Mouse Detective— expandieron el boceto de dos páginas a un libreto de 20, en el cual eliminaron al personaje de la abuela de la sirena y desarrollaron aún más los roles del rey Tritón y la bruja acuática Úrsula —a la cual le dieron una mayor «presencia» en la historia como la antagonista, respecto a la novela—. Uno de los cambios más significativos que se hicieron en el guion fue el final, ya que se optó por uno que no fuese trágico. Sin embargo, los planes para llevar a cabo la película fueron una vez más pospuestos, debido a que Disney enfocó su atención en ¿Quién engañó a Roger Rabbit? (1988) y Oliver y su pandilla, dos proyectos que quería lanzar de forma inmediata.
En 1987, el guionista Howard Ashman se involucró en la redacción del guion de La sirenita, después de participar en la composición de una canción para Oliver y su pandilla. Propuso modificar el personaje secundario Clarence, un cangrejo con rasgos ingleses, a un crustáceo jamaiquino rastafari, para lo cual se encargó de cambiar al mismo tiempo el estilo musical de la cinta, con tal de reflejar la nueva personalidad del cangrejo. A su vez, Katzenberg, Clements, Musker y Ashman revisaron conjuntamente el formato de la historia, con tal de convertirla en un musical con una estructura similar a los espectáculos de Broadway, en donde las secuencias musicales servirían como los puntos más significativos de la trama. Ashman y el compositor Alan Menken, ambos reconocidos por haber escrito el exitoso musical off-Broadway La pequeña tienda de los horrores, trabajaron conjuntamente en la composición de la banda sonora de La sirenita. Debido a que se trataba de un musical, siempre se concibió que la letra de las canciones ayudaran al avance de la trama. Disney no había producido un musical basado en un cuento de hadas desde los años 1950, cuando se estrenó La Cenicienta. En 1988, tras el estreno de Oliver, La sirenita pasó a ser el próximo proyecto principal del estudio.

### Animación
Se destinó una gran cantidad de dinero y de recursos para producir La sirenita, más de los requeridos para alguna otra película de Disney en décadas. Justo enseguida de su establecimiento principal de animación en Glendale, California, Disney inauguró un local dependiente de animación cinematográfica durante la producción de La sirenita en Lake Buena Vista, Florida (cerca de Orlando, Florida), dentro del parque temático Disney-MGM Studios en Walt Disney World.[cita requerida] Inaugurado en 1989, en este nuevo establecimiento se llevaron a cabo proyectos como la producción de un cortometraje animado basado en Roger Rabbit, la atracción Roller Coaster Rabbit, además de apoyo artístico para la animación de La sirenita.

#### Diseño de escenarios y personajes
Rowland B. Wilson realizó algunas ilustraciones que servirían para definir el estilo artístico de la cinta. Más imágenes conceptuales fueron hechas por Chris Van Allsburg y Kendall O'Connor. Previamente, en los años 1940, Kay Nielsen realizó otras imágenes cuya característica predominante era el uso de tonos pastel.
Entre los animadores supervisores que participaron en su producción estuvieron Glen Keane y Mark Henn —encargados de diseñar a Ariel—, Duncan Marjoribanks —responsable del diseño de Sebastián—, Andreas Deja —diseño del Rey Tritón— y Ruben Aquino —diseño de Úrsula—. En un principio, Keane iba a trabajar en el diseño de Úrsula, ya que para entonces gozaba de una cierta reputación al dibujar a personajes centrales y poderosos, como el oso en The Fox and the Hound y Rátigan en The Great Mouse Detective. Sin embargo, fue asignado como uno de los dos artistas responsables de la pequeña Ariel, además de supervisar el número musical «Part of Your World». En tono de broma, dijo que su esposa se veía exactamente como Ariel, solo que «sin las aletas». El diseño de la villana Úrsula se basó en el actor drag queen Divine, y pasó por varias modificaciones hasta llegar a la versión definitiva. Inicialmente, era un pez león y un pez araña. Finalmente, el responsable del guion gráfico, Matt O'Callaghan, sugirió que Úrsula debía ser un pulpo. El físico y la personalidad de Ariel se basaron en Alyssa Milano, que para entonces se hallaba protagonizando la serie de televisión Who’s the Boss?. Otra modelo que sirvió para diseñar el físico del personaje fue la actriz Sherri Stoner. El efecto de su cabello bajo el agua se basó en las grabaciones de la astrounauta Sally Ride en el espacio exterior. En cuanto a su cabello pelirrojo, Henn dijo que no querían imitar a las sirenas rubias de Splash; Maureen Donley, una productora asociada de la cinta, explicó que hubo discusiones sobre el tema. Katzenberg decía que «todo el mundo sabe que las sirenas son rubias», un concepto probablemente derivado de Splash. Al final, decidieron que el rojo complementaba bien con el verde de la aleta y las tonalidades oscuras cuando Ariel se halla en un lugar con poca iluminación. De hecho, los diseñadores prestaron especial atención al color del cabello de todos los personajes, y a su iluminación dentro y fuera del agua. Para Ariel, se concibieron aproximadamente 32 diseños distintos.
Otro aspecto innovador en esa época fue la filmación de actores reales para producir material de referencia con tal de facilitar el diseño de los movimientos de los personajes, una práctica usada frecuentemente por muchas de las películas animadas del estudio producidas bajo la supervisión de Walt Disney. La actriz de Broadway Jodi Benson resultó elegida para interpretar a Ariel, mientras que Sherri Lynn Stoner —exintegrante del grupo de improvisación Los Angeles’ Groundlings—, actuó algunas escenas importantes de Ariel para el material de referencia. Varios gestos característicos de Stoner pasaron a ser parte de Ariel, como la manera en que mordía su labio o movía sus manos nerviosamente.

#### Efectos especiales
El contexto submarino requirió la mayor animación de efectos especiales para un largometraje animado de Disney desde Fantasía (1940). El supervisor de la animación de los efectos Mark Dindal estimó que más de un millón de burbujas fueron dibujadas para esta cinta, además de utilizar otros procesos como la aerografía, la iluminación de fondo, la superposición —técnica consistente en situar una imagen encima de otra ya existente— y algo de animación por computadora. Cabe señalarse que Disney decidió encargarle la mayor parte de la animación de las burbujas bajo el agua a Pacific Rim Productions, una empresa china con instalaciones en Pekín. Un importante precedente para realizar el diseño de las escenas submarinas fue el filme Pinocho (1940), el cual muestra algunas escenas bajo el agua con los protagonistas del mismo. Si bien en un principio se intentó utilizar la cámara multiplano de Disney después de varios años sin usarla —algunas de las producciones que la usaron fueron Snow White and the Seven Dwarfs, Fantasía, Bambi y Peter Pan— con tal de brindar tomas con una mayor calidad de «profundidad», al final los diseñadores optaron por no usarla pues la cámara se hallaba en un estado de deterioro. En cambio, dichas tomas fueron grabadas en una instalación fotográfica de animación.
La sirenita se convirtió en la última cinta animada de Disney en utilizar el método de animación tradicional consistente en la xerografía de las celdas que conformaban cada escena de una película. Este método había sido implementado por Ub Iwerks, y usado en cada cinta animada del estudio desde 101 dálmatas (1961). El siguiente proyecto de los estudios, The Rescuers Down Under (1990), hizo uso de un método digital de iluminación y de combinación de ilustraciones escaneadas, desarrollada por Pixar para Disney y denominado CAPS —Computer Animation Production System—, el cual eliminaría la necesidad de las celdas, la cámara multiplano y varios de los efectos ópticos utilizados por última vez en La sirenita. Un prototipo de CAPS se usó a manera de prueba en algunas escenas de la película, e incluso una toma hecha con CAPS se incorporó en la edición final de La sirenita —esta es la penúltima escena de la película, en la cual se muestra la boda de Ariel y Eric a bordo de un barco que navega bajo un arcoíris—. Asimismo se usaron efectos CGI para crear algunos de los barcos hundidos en la batalla final, una escalera detrás de una toma de Ariel en el castillo de Eric, y el carruaje que Eric y Ariel conducen cuando ella rebota tras pasar un barranco. Todos los anteriores segmentos se animaron por medio del uso de modelos 3D de tipo wireframe, los cuales se dibujaron con un plóter y pintaron de manera tradicional como en las anteriores películas de Disney. En la escena de la tormenta participaron hasta diez diseñadores del estudio por más de un año.

### Banda sonora
Algunos consideraron que La sirenita es «la película que llevó Broadway a los dibujos animados». Alan Menken compuso cada una de las canciones de la banda sonora, al igual que su música, en colaboración con Howard Ashman. La dirección de la orquesta recayó en Thomas Pasatieri. Cabe añadirse que para cuando Menken empezó a componer la banda sonora, no había leído el cuento original de Andersen. De acuerdo al propio compositor: “«[la banda sonora] es muy sensitiva y libre de poder ser manipulada; cuenta la historia de una forma que incorpora mis talentos musicales y los de Howard además de un gran amor por la historia del musical animado de Disney». A su vez, decidió proporcionarle música de los géneros calipso y reggae al filme. La composición musical se realizó de forma simultánea al proceso de animación, en una oficina ubicada en Los Ángeles, California, donde Menken y Ashman colaboraban juntos. Cabe señalarse que en el álbum existen un total de 7 canciones distintas, mientras que las 12 restantes constituyen melodías. De hecho, una octava canción —«Parte de él (variación)»— es una versión del tema principal «Parte de él». Sobre este último, en algún momento de la producción se pensó en eliminarlo dada «la posibilidad de que los jóvenes no fuesen a ser pacientes como para sentarse [a escuchar la canción completa]». Cada una de las canciones es interpretada por el respectivo actor que le prestó su voz al personaje correspondiente. Cabe añadirse que este tema guarda ciertas similitudes con la canción «Somewhere That's Green», también escrita por Ashman y compuesta por Menken, previamente para La pequeña tienda de los horrores.
El álbum debutó en diciembre de 1989 en formato de CD, mientras que en formato de casete comenzó a distribuirse a partir de mayo del año siguiente. Obtuvo dos premios Óscar en las categorías de «Mejor banda sonora» así como de «Mejor canción original», además de un Globo de oro como «Mejor banda sonora» (véase la sección de Premios para estos y otros galardones obtenidos por la película). Desde su debut se han lanzado diferentes versiones del álbum original. La primera llegó al mercado el 14 de octubre de 1997 y básicamente consistía en la misma compilación solo que con una nueva portada, y tres años después, el 31 de octubre de 2000, se añadió a un paquete que incluye también la banda sonora de La sirenita 2: regreso al mar. En octubre de 2006 se estrenó una nueva versión de dos discos de manera simultánea al debut del DVD edición especial de La sirenita. Si bien el primer disco contiene el álbum original con una remasterización del audio, el disco restante contiene nuevas canciones inéditas grabadas por artistas como Ashley Tisdale, Raven-Symoné, The Jonas Brothers y Jessica Simpson. Además incluye dos videos y una nueva portada.
En febrero de 2007, la banda sonora obtuvo la certificación de seis veces platino por parte de la Recording Industry Association of America (RIAA). En 2010, la tienda virtual Rhapsody la catalogó como una de las mejores bandas sonoras de Disney y de Pixar. Respecto a otras críticas del material musical, Jim Emerson del sitio web Amazon.com consideró en su reseña que «la banda sonora de La sirenita creó el molde en base al cual se compondría parte del trabajo musical de Disney más popular en lo sucesivo», haciendo énfasis en la música de La bella y la bestia y Aladdin. El sitio web Filmtracks.com añadió que «la película rejuveneció el género musical animado, que llevó a un renacimiento de ocho años en el que Menken ganó ocho premios Óscar con solamente 15 nominaciones». En su reseña, elogió los temas «Parte de él» —comentó que había servido de inspiración para la composición de otras canciones clásicas de Disney, aparecidas en los siguientes filmes animados— y «Bajo el mar» —a la que etiquetó como una de las «más memorables y contagiosas canciones en la historia del cine». A continuación la lista de temas de la banda sonora original:
| N.º | Título                                              | Duración |  |
| 1.  | «En el fondo del mar»                               | 1:41     |  |
| 2.  | «Créditos»                                          | 1:26     |  |
| 3.  | «Fanfarria/Fanfare»                                 | 0:30     |  |
| 4.  | «Las hijas del rey/Daughters of Triton»             | 0:40     |  |
| 5.  | «Parte de él/Part of Your World»                    | 3:15     |  |
| 6.  | «Bajo el mar»                                       | 3:15     |  |
| 7.  | «Parte de él (reprise)»                             | 2:18     |  |
| 8.  | «Pobres almas en desgracia/Poor Unfortunate Souls»  | 4:51     |  |
| 9.  | «Los peces»                                         | 1:36     |  |
| 10. | «Bésala/Kiss the Girl»                              | 2:43     |  |
| 11. | «Fuegos artificiales/Fireworks»                     | 0:38     |  |
| 12. | «Giga»                                              | 1:34     |  |
| 13. | «La tormenta/The Storm»                             | 3:20     |  |
| 14. | «Destrucción de la gruta/Destruction of the Grotto» | 1:55     |  |
| 15. | «Restos del naufragio»                              | 1:25     |  |
| 16. | «Visita guiada al reino/Tour of the Kingdom»        | 1:27     |  |
| 17. | «Hora de dormir/Bedtime»                            | 1:23     |  |
| 18. | «Anuncio de boda/Wedding Announcement»              | 2:19     |  |
| 19. | «Eric al rescate/Eric to the Rescue»                | 3:43     |  |
| 20. | «Final feliz/Happy Ending»                          | 3:11     |  |

### Doblaje en español
Se llevaron a cabo dos doblajes al español. Uno de ellos se realizó para Hispanoamérica en 1989 y contó con la dirección de  Javier Pontón. Este se llevó a cabo en el estudio Intersound, Inc, radicado en Hollywood, California, y en él participaron los actores Gabriela León (Ariel), Demián Bichir (Eric), Michael Cruz (Sebastián), Guillermo Romano (Tritón), Serena Olvido (Úrsula) y Rigoberto Jiménez (Flounder). Cabe señalarse que para las canciones que interpreta Ariel, se grabó la voz de Isela Sotelo. Las interpretaciones musicales de Sebastián y Úrsula las grabaron los mismos actores que les dieron voz. 
En un principio, en España se usó el mismo doblaje hispanoamericano de 1989. Posteriormente se realizó en 1998 un doblaje exclusivo para España bajo la dirección de José Luis Gil en el estudio Euroaudiovisual S. L. Aquí participaron los actores Graciela Molina (Ariel), David Robles (Eric), Juan Perucho (Sebastián), Claudio Rodríguez (Tritón), Matilde Conesa (Úrsula) y Nacho Aldeguer (Flounder). En cuanto a los temas musicales, las voces de Ariel, Sebastián y Úrsula fueron grabadas por María Caneda, Vicente Borland y Helen de Quiroga, respectivamente.

### Características técnicas
Imagen
La relación de aspecto original es 1.66:1 y se rodó usando la técnica Technicolor.
Sonido
La pista de sonido original usaba la mezcla de sonido 70 mm 6-Track en las copias de 70 mm, y Dolby en las ediciones de 35 mm. En el reestreno de 1997, se incorporó el sistema Digital Theater System (DTS) junto con el Dolby Digital y el SDDS.

## Estreno y recepción

### Proyección de prueba y estreno
Antes de su debut en cines, se exhibieron algunas escenas a una audiencia infantil en un cine de Los Ángeles, California, con tal de conocer su reacción. A manera de anécdota, los responsables de la cinta recordaron que al mostrarles el segmento de «Parte de él», que no estaba completamente animado aún, su primera reacción fue de moverse de forma inquieta en sus asientos, algo que Katzenberg consideró como negativo. En algún momento, estimó que la canción había sido «aburrida» y por eso los niños se habían mostrado inquietos durante la emisión. Debido a esto, decidió que la canción debía eliminarse, lo cual generó desacuerdo en la mayoría del equipo de animación, así como en los encargados de la composición musical. Poco después, animaron la escena de «Parte de él» y Katzenberg cambió de opinión, quedando la canción en la versión final. 
Tiempo después se realizó otra proyección de prueba en el cine AMC de Burbank, California, la cual obtuvo una respuesta favorable por parte de la audiencia. Katzenberg se mostró satisfecho con la recepción, aunque consideró que no tendría el éxito de Oliver y su pandilla, ya que era una película primordialmente para audiencias femeninas.
La sirenita tuvo su estreno en Estados Unidos el 15 de noviembre de 1989, y dos días después llegó a las salas de cine de Canadá y México.

## Legado
La sirenita se convirtió en el primer éxito taquillero de Disney en casi diez años, además de ser el primer cuento de hadas que los estudios adaptaban desde La bella durmiente (1959) y el primer musical producido por los mismos desde The Many Adventures of Winnie the Pooh (1977), con excepción de Oliver & Company estrenada un año antes que La sirenita. Dado el éxito comercial y crítico que obtuvo la cinta, se considera que dio paso a la producción de otros filmes animados exitosos como La bella y la bestia (1991), Aladdín (1992), El rey león (1994) y Pocahontas (1995), entre otras. Esta línea sucesiva de éxitos es conocida como la «etapa del renacimiento de Disney», específicamente en referencia a las producciones animadas de esa época. También sentó un precedente en la animación, al ser la primera cinta en hacer uso de efectos creados con el sistema CAPS —Computer Animation Production System—, desarrollado entre los estudios Disney y Pixar, que sería usado en las siguientes producciones de estos últimos por casi veinte años, hasta The Little Matchgirl (2006).